# Kazinczy Ferenc Társaság
A Kazinczy Ferenc Társaság kulturális, irodalmi és honismereti jellegű közhasznú társadalmi szervezet. Székhelye Sátoraljaújhelyen, a Kazinczy Ferenc Múzeumban van. Működési területe különösen a történelmi Zemplén és Abaúj vármegyékre terjed ki.
Fő céljai többek között Kazinczy Ferenc emlékének ápolása, emlékhelyeinek gondozása, életművének feltárása és megismertetése; továbbá az egykori abaúji és zempléni területeken a helytörténet emlékeinek, a népi hagyományok kutatása, megismertetése és ápolása.

## Története, tevékenysége
A szervezet létrehozását Kazinczy Ferenc születésének 225. évfordulóján, 1984. októberében határozták el és azt 1985. április 26-án tíz fővel alakították meg Sátoraljaújhelyen. 2009 elején a nyilvántartott tagok száma 270  körül volt.
Tevékenységének jelentős részét irodalmi és tudományos kiadványok alkotják. A Kazinczy működését bemutató írásokat, irodalomtörténeti, művelődéstörténeti, helytörténeti és néprajzi munkákat tartalmazó évkönyve, a Széphalom első alkalommal 1986-ban jelent meg, szerkesztője több mint húsz éven át Kováts Dániel volt. A társaság 2006-ig mintegy 70 könyvet gondozott vagy adott ki, közülük legjelentősebb a 2001-ben kiadott Sátoraljaújhely lexikona volt. Tagsága és az érdeklődők részére évente kétszer hírlevélben számol be programjairól, ismerteti kiadványait, előadásokat, életrajzokat ad közre.
Rendezvényei között emlékülések, kiállítások, előadások szerepelnek; az anyanyelv ápolása, a népi értékek védelme és bemutatása a célja országos és regionális konferenciáinak. Kiemelkedő jelentőségűek a megyében, illetve a határ túlsó oldalán szervezett szabadegyetemei.
A társaságnak igen jelentős szerepe volt abban, hogy létrejött és 2008. áprilisában megnyílhatott Széphalmon a Magyar Nyelv Múzeuma.  

### A társaság tisztségviselői
Megalakulásakor a társaság elnöke Kováts Dániel nyelvész, irodalomtörténész, a sárospataki Comenius Tanítóképző Főiskola tanára, alelnöke Bencsik János és Gulyás Mihály, titkára Hőgye István volt.
A társaság elnöke 2009 elején Fehér József irodalomtörténész, a Kazinczy Ferenc Múzeum igazgatója, alelnökei Bencsik János ny. tokaji múzeumigazgató és Bojtor István ny. göncruszkai lelkipásztor, titkára Kiss Endre József, a Sárospataki Református Kollégium Nagykönyvtárának igazgatója volt.